# Il-Magħluq tal-Baħar ta´ Marsaskala
Il-Magħluq tal-Baħar ta´ Marsaskala este o arie protejată (arie specială de conservare — SAC, sit de importanță comunitară — SCI) din Malta întinsă pe o suprafață de 4,42 ha, integral pe uscat.

## Localizare
Centrul sitului Il-Magħluq tal-Baħar ta´ Marsaskala este situat la coordonatele 35°51′43″N 14°33′46″E / 35.862°N 14.5627°E.

## Înființare
Situl Il-Magħluq tal-Baħar ta´ Marsaskala a fost declarat sit de importanță comunitară în aprilie 2004.

## Biodiversitate
Situată în ecoregiunea mediteraneană, aria protejată conține 2 habitate naturale: Lagune de coastă, Pășuni mediteraneene udate de apa mării (Juncetalia maritimi).
La baza desemnării sitului se află o specie protejată de  pești: Aphanius fasciatus.